# Liste der Naturdenkmale in Alpen und Rheinberg
Naturdenkmale im Kreis Wesel im Landschaftsplan Alpen und Rheinberg. Rechtskraft seit 27. April 2009.
| Denkmal-Nummer | Ort / Lage                                                                                            | Bezeichnung des ND | Anzahl | Art                                                        | Eingetragen seit | Schutzgrund                                                                     | Beschreibung | Bild            |
| -------------- | --- | ------------------ | ------ | ---------------------------------------------------------- | ---------------- | ------------------------------------------------------------------------------- | --- | --------------- |
| ND 1           | Alpen-Sonsbeck An einer Katstelle östlich der Unterführung der Hamber Straße, BAB 57 Karte            | Baumpaar           | 2      | Esskastanie (Castanea sativa)                              | 2009             | Seltenheit, Schönheit                                                           | Zwei 26 m hohe Esskastanien mit einem Stammumfang von 418 bzw. 450 cm, Alter ca. 200 Jahre | BW              |
| ND 2           | Alpen-Sonsbeck An einer Katstelle östlich der Unterführung der Hamber Straße, BAB 57 Karte            | Einzelbaum         | 1      | Esskastanie (Castanea sativa)                              | 2009             | Seltenheit, Schönheit, Eigenart                                                 | 18 m hohe Esskastanie mit einem Stammumfang von 465 cm, Alter ca. 200 Jahre | BW              |
| ND 3           | Alpen-Bönninghardt Katstelle westlich der Winnenthaler Straße und nördlich des Haagschen Weges Karte  | Einzelbaum         | 1      | Winterlinde (Tilia cordata)                                | 2009             | Seltenheit, Schönheit                                                           | 24 m hohe Winterlinde mit einem Stammumfang von 430 cm, Alter ca. 200 Jahre | BW              |
| ND 4           | Alpen- An der Fürstgenskath nördlich des Bergweges Karte                                              | Baumgruppe         | 3      | Esskastanie (Castanea sativa)                              | 2009             | Seltenheit, Schönheit                                                           | Drei 7, 9 bzw. 13 m hohe Esskastanien mit einem Stammumfang von 380, 438 bzw. 575 cm, Alter ca. 200 bis 250 Jahre | BW              |
| ND 5           | Alpen- An einem Gehöft westlich der Fürstgenskath und nördlich des Bergweges. Karte                   | Baumgruppe         | 3      | Esskastanie (Castanea sativa)                              | 2009             | Seltenheit, Schönheit                                                           | Drei 8, 10 bzw. 18 m hohe Esskastanien mit einem Stammumfang von 472, 385 bzw. 502 cm, Alter ca. 220 Jahre | BW              |
| ND 6           | Alpen- Gehöft nördlich der Straße „Unterheide“ gegenüber der Einmündung des Höhenweges Karte          | Einzelbaum         | 1      | Esskastanie (Castanea sativa)                              | 2009             | Seltenheit, Schönheit                                                           | 18 m hohe Esskastanie mit einem Stammumfang von 532 cm, Alter ca. 220 Jahre | BW              |
| ND 7           | Alpen-Huck am Ohlmannshof östlich der Bundesstraße B 58 Karte                                         | Einzelbaum         | 1      | Eibe (Taxus baccata)                                       | 2009             | Seltenheit, Schönheit                                                           | 18 m hohe Eibe mit einem Stammumfang von 320 cm, Alter ca. 300 Jahre | BW              |
| ND 8           | Rheinberg-Budberg am Wolfskuhlenhof an der Ostseite der Wolfskuhlenallee Karte                        | Einzelbaum         | 1      | Stieleiche (Quercus robur)                                 | 2009             | Seltenheit, Schönheit                                                           | 25 m hohe Stieleiche mit einem Stammumfang von 515 cm, Alter ca. 250 Jahre | BW              |
| ND 9           | Rheinberg-Pelden an einem Gehöft nördlich der Rheinberger Straße und östlich des Rüttgerssteges Karte | Einzelbaum         | 1      | Stieleiche (Quercus robur)                                 | 2009             | Seltenheit, Schönheit                                                           | 23 m hohe Stieleiche mit einem Stammumfang von 445 cm, Alter ca. 220 Jahre | Fotos hochladen |
| ND 10          | Alpen- Katstelle nordöstlich des Schmitteberges und südlich des Bergweges Karte                       | Baumpaar           | 2      | Esskastanie (Castanea sativa)                              | 2009             | Seltenheit, Schönheit                                                           | Zwei 14 bzw. 18 m hohe Esskastanien mit einem Stammumfang von 444 bzw. 484 cm, Alter ca. 220 Jahre | BW              |
| ND 11          | Rheinberg-Ossenberg im Hofgarten von Schloß Ossenberg Karte                                           | Baumgruppe         | 9      | 1× Bergahorn (Acer pseudoplatanus) 8× Eibe (Taxus baccata) | 2009             | Seltenheit, Eigenart, Schönheit                                                 | 18 m hoher Bergahorn mit einem Stammumfang von 401 cm, Alter ca. 200 Jahre und acht 7 bis 11 m hohe Eiben mit Stammumfängen von 188 bis 203 cm, Alter ca. 180 bis 200 Jahre                                           | Fotos hochladen |
| ND 12          | Rheinberg-Annaberg südlich von Haus Heideberg und nördlich der Alpsrayer Straße Karte                 | Einzelbaum         | 1      | Silberlinde (Tilia aomentosa)                              | 2009             | Seltenheit, Eigenart, Schönheit                                                 | 26 m hohe doppelstämmige Silberlinde mit einem Stammumfang von 482 cm, Alter ca. 220 Jahre | BW              |
| ND 13          | Alpen-Bönninghardt Katstelle westlich der Handelsstraße Karte                                         | Einzelbaum         | 1      | Esskastanie (Castanea sativa)                              | 2009             | Seltenheit, Schönheit                                                           | 12 m hohe Esskastanie mit einem Stammumfang von 675 cm, Alter ca. 300 Jahre | BW              |
| ND 14          | Alpen- an der Rüttenkath nördlich von Alpen und östlich der Ulrichstraße Karte                        | Einzelbaum         | 1      | Esskastanie (Castanea sativa)                              | 2009             | Seltenheit, Schönheit                                                           | 24 m hohe Esskastanie mit einem Stammumfang von 622 cm, Alter ca. 250 Jahre | BW              |
| ND 15          | Alpen-Veen an der Rüttenkath nördlich von Alpen und östlich der Ulrichstraße Karte                    | Einzelbaum         | 1      | Stieleiche (Quercus robur)                                 | 2009             | Seltenheit, Eigenart, Schönheit                                                 | 24 m hohe Esskastanie mit einem Stammumfang von 622 cm, Alter ca. 250 Jahre | BW              |
| ND 16          | Alpen-Bönninghardt an einer Katstelle östlich der von-Laer-Straße Karte                               | Baumpaar           | 2      | Esskastanie (Castanea sativa)                              | 2009             | Seltenheit, Schönheit                                                           | zwei 26 m hohe Esskastanien mit einem Stammumfang von 300 bzw. 418 cm, Alter ca. 190 Jahre | BW              |
| ND 17          | Alpen-Veen nördlich des Fingerhutshofes Karte                                                         | Findling           | 1      | „Nordischer Findling“ Gneis                                | 2009             | Wissenschaftliche und erdgeschichtliche Gründe, Seltenheit, Eigenart, Schönheit | abgeflachter, ca. 1,5 m langen Gneiss, der von den Gletschern der Saale-Kaltzeit aus Skandinavien an den Niederrhein transportiert wurde. Der Findling weist einen Haarriss auf und sollte daher nicht bewegt werden. | BW              |
| ND 18          | Alpen- westlich des Forsthauses in der Leucht Karte                                                   | Einzelbaum         | 1      | Schwarznuss (Juglans nigra)                                | 2009             | Seltenheit, Eigenart, Schönheit                                                 | 26 m hohe Schwarznuss mit einem Stammumfang von 401 cm, Alter ca. 180 Jahre | BW              |